# Quinto Fabio Ambusto (tribuno consular 390 a. C.)
Quinto Fabio Ambusto  fue un político, militar y diplomático romano del siglo IV a. C. perteneciente a la gens Fabia.

## Familia
Ambusto fue miembro de los patricios Fabios Ambustos, una rama familiar de la gens Fabia. Fue hijo de Marco Fabio Vibulano y hermano de Numerio Fabio Ambusto y Cesón Fabio Ambusto.

## Carrera pública
En el año 391 a. C., por orden del Senado acompañó con sus hermanos a los embajadores de Clusium ante los galos que habían invadido el territorio etrusco. Las negociaciones se torcieron y derivaron en una reyerta en la que Ambusto mató al jefe de los galos. Cuando estos fueron a Roma a protestar por semejante acción, impropia de un embajador, el pueblo de la ciudad eligió a Ambusto entre los tribunos consulares del año 390 a. C. Los galos se sintieron ultrajados y declararon la guerra a Roma.